# Maynard James Keenan
Maynard James Keenan, nome d'arte di James Herbert Keenan (Ravenna, 17 aprile 1964), è un cantante statunitense, cofondatore e leader dei gruppi Tool, A Perfect Circle e Puscifer.
Nel 2006 la rivista Hit Parader lo ha inserito nella sua lista dei 100 migliori cantanti metal di tutti i tempi alla posizione numero 21.

## Biografia
Nato in una famiglia di religione battista e cresciuto con la sorella maggiore, Keenan frequentò l'istituto "Brown Jr. High" e la "Ravenna High School" sino al raggiungimento del decimo grado, per trasferirsi poi nel Michigan, ove si iscrisse alla "Mason Country Central High School" di Scottville (Michigan). Successivamente entrò a far parte dell'esercito, nel 1982, e visse in Ohio, Michigan, New Jersey, New York, Oklahoma, Kansas e Texas. Keenan faceva parte della classe 1984 dell'accademia militare di stato, era un membro del Cross Country e di alcuni Wrestling Team. Il termine Tool, adoperato come nome della band, proviene probabilmente da queste esperienze. Keenan abbandonò poi la carriera militare per studiare arte. Si trasferì quindi a Los Angeles dove trovò lavoro, applicando concetti di design spaziale (chiamati Feng Shui) per il rimodellamento di negozi di animali.
Ha discendenza italiana (Val Cenischia) e irlandese.
Nel suo periodo di residenza nel Michigan frequentò il "Kendall College of Art and Design", a Grand Rapids, uno dei migliori della zona. Si vociferava che le sue opere fossero molto astratte. Keenan era inoltre amico di Gillian Anderson (Dana Scully del telefilm X-Files) conosciuta nella sua permanenza al Kendall.
Prima dei Tool, negli anni ottanta, Keenan faceva parte dei Children of the Anachronistic Dynasty (C.A.D.) che sono stati la seconda band formata da lui e da Kevin Horning, entrambi provenienti dal precedente progetto "TexAns". Nel 1986 registrarono a casa di Keenan una "Demo tape"dal titolo Fingernails e nel 1987 il loro unico lavoro in studio chiamato Dog House. Entrambi i lavori sono praticamente introvabili e considerati come delle reliquie per i fan dei Tool.
Nel 1991 insieme al chitarrista Adam Jones e al bassista Paul D'Amour, fondò i Tool. La line-up venne completata dal batterista Danny Carey.
Nel 2002 partecipò come seconda voce in Fallen dall'omonimo album dei Thirty Seconds to Mars.

### Con i Tool

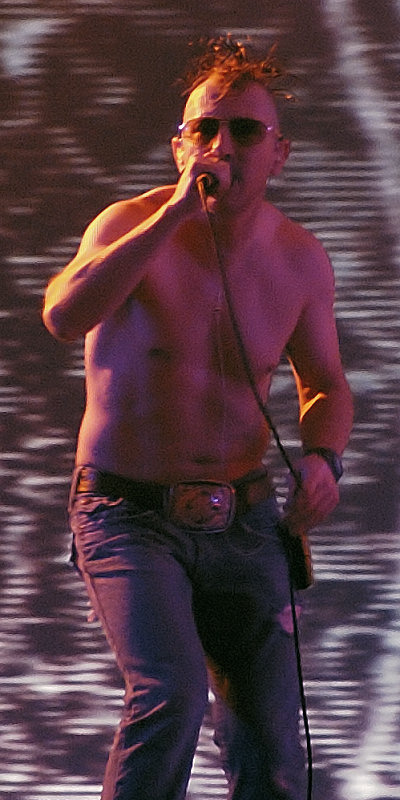
Maynard James Keenan con i Tool nel 2006

Nel 1992 realizzano il loro primo EP, Opiate, per poi partire in tour in supporto ai Fishbone. Durante questo tour, Keenan conobbe Billy Howerdel, un tecnico del suono dei Fishbone, con il quale nel 1999 formerà gli A Perfect Circle. Nel 1993 esce il primo vero album della band, Undertow, che ottiene un buon successo ed inizia a far conoscere Keenan e la band in tutto il mondo. La maniera di cantare di Keenan, melodica e cupa allo stesso tempo, verrà subito affiancata a cantanti come Ian Curtis dei Joy Division e Robert Smith dei Cure. Comunque, con il passare del tempo, i suoi testi si faranno sempre più introspettivi e spirituali, e non necessariamente pieni di rabbia.

Nel 1996, i Tool realizzano l'album Ænima, che porterà la band ai massimi livelli di celebrità. Keenan ha utilizzato la sua voce anche per altri progetti, come per esempio le collaborazioni con Rage Against the Machine e Deftones rispettivamente in Know Your Enemy (nell'album Rage Against the Machine) e Passenger (nell'album White Pony), o come la sua apparizione al concerto di beneficenza per l'associazione RAINN (the Rape, Abuse, Incest National Network, associazione di supporto per le persone che subiscono violenza), della quale fa parte la sua amica Tori Amos. Il concerto si è svolto il 23 gennaio del 1997 al Madison Square Garden di New York. Nell'annunciare l'ingresso sul palco di Keenan, Tori Amos pronunciò queste parole: 

### Con gli A Perfect Circle
Successivamente, i Tool si prendono un periodo di pausa, dovuto a controversie legali con la loro casa discografica, la Volcano Records. Decidono quindi di dedicarsi ognuno ai propri progetti paralleli. Keenan realizzerà nel 2000 con gli A Perfect Circle il disco Mer de Noms. Sempre nel 2000 viene pubblicato Salival, un disco/video dei Tool, che contiene registrazioni della band dal vivo. Nel 2001, sempre con i Tool, produce l'album Lateralus e nel 2006, ancora con i Tool, realizza 10,000 Days. Nel 2003 lancia il secondo album con gli A Perfect Circle, Thirteenth Step, e l'anno successivo il terzo album di questa band, Emotive.
Nel febbraio del 2005, Keenan fa la sua comparsa a sorpresa come cantante degli Alice in Chains, riformatisi in occasione di un concerto benefico a favore delle vittime dello tsunami avvenuto poco tempo prima nel sud dell'Asia. Con gli Alice in Chains ha cantato i pezzi Them Bones, Man in the Box e Rooster.

## Discografia

### Con i Tool
- 1993 – Undertow
- 1996 – Ænima
- 2001 – Lateralus
- 2006 – 10,000 Days
- 2019 – Fear Inoculum

### Con gli A Perfect Circle
- 2000 – Mer de Noms
- 2003 – Thirteenth Step
- 2004 – Emotive
- 2018 – Eat the Elephant

### Con i Puscifer
- 2007 – "V" Is for Vagina
- 2011 – Conditions of My Parole
- 2015 – Money Shot
- 2020 – Existential Reckoning

### Collaborazioni
- 1986 – Children of the Anachronistic Dynasty – Fingernails (demo)
- 1987 – Children of the Anachronistic Dynasty – Dog. House (demo)
- 1987 – TexANS – Never Again (autoproduzione)
- 1992 – Rage Against the Machine – Rage Against the Machine (voce in Know Your Enemy)
- 1993 – Green Jellÿ – Cereal Killer Soundtrack (cori in Three Little Pigs)
- 1995 – Replicants – Replicants (voce in Silly Love Songs)
- 1997 – Tori Amos – Live from NY (video) (voce in Muhammed My Friend)
- 2000 – Deftones – White Pony (voce in Passenger)
- 2002 – Thirty Seconds to Mars – 30 Seconds to Mars (voce in Fallen)
- 2003 – Kevin & Bean – The Year They Recalled Santa Claus (voce in (What's So Funny 'Bout) Peace Love & Understanding degli Audioslave)
- 2003 – AA.VV. – Underworld - Music from the Motion Picture (voce in REV 22:20 dei Puscifer, Judith (Renholdër Mix) e Weak and Powerless (Tilling My Grave Mix) degli A Perfect Circle, Bring Me The Disco King (Loner Mix) di David Bowie)
- 2004 – AA.VV. – Axis of Justice: Concert Series - Volume 1 (voce in Where the Streets Have No Name)
- 2008 – Jubilee – In With The Out Crowd (voce in I Don't Have an Excuse, I Just Need a Little Help)
- 2013 – Lustmord – The Word As Power (voce in Abaddon)